# Европско првенство у атлетици у дворани 1983 — скок удаљ за жене
Такмичење у скоку удаљ у женској конкуренцији на 14. Европском првенству у атлетици у дворани 1983. године одржано је 5. марта  у Будимпешти (Мађарска).
Титулу европске првакиње освојену на Европском првенству у дворани 1982. у Милану  није бранила Сабине Евертс из Западне Немачке.

## Земље учеснице
Учествовало је 9. скакачица удаљ из 6 земаља.
1. Западна Немачка (2)
2. Источна Немачка (2)
3. Мађарска (1)
4. Румунија (1)
5. Чехословачка (2)
6. Шведска (1)

## Рекорди
| Рекорди пре почетка Европског првенства у дворани 1983.     | Рекорди пре почетка Европског првенства у дворани 1983. | Рекорди пре почетка Европског првенства у дворани 1983. | Рекорди пре почетка Европског првенства у дворани 1983. | Рекорди пре почетка Европског првенства у дворани 1983. | Рекорди пре почетка Европског првенства у дворани 1983. |
| ----------------------------------------------------------- | ------------------------------------------------------- | ------------------------------------------------------- | ------------------------------------------------------- | ------------------------------------------------------- | ------------------------------------------------------- |
| Светски рекорд                                              | Светлана Зорина                                         | Совјетски Савез                                         | 6,83                                                    | Виљнус, Совјетски Савез                                 | 17. јануар 1982.                                        |
| Европски рекорд у дворани                                   | Светлана Зорина                                         | Совјетски Савез                                         | 6,83                                                    | Виљнус, Совјетски Савез                                 | 17. јануар 1982.                                        |
| Рекорди европских првенстава у дворани                      | Карин Хенел                                             | Западна Немачка                                         | 6,70                                                    | Гренобл, Француска                                      | 21. фебруар 1981.                                       |
| Најбољи светски резултат сезоне у дворани                   | Светлана Зорина                                         | Совјетски Савез                                         | 6,77                                                    | Вилњус, Совјетски Савез                                 | 17. јануар 1982.                                        |
| Најбољи европски резултат сезоне у дворани                  | Светлана Зорина                                         | Совјетски Савез                                         | 6,77                                                    | Вилњус, Совјетски Савез                                 | 17. јануар 1982.                                        |
| Рекорди после завршеног Европског првенства у дворани 1981. |                                                         |                                                         |                                                         |                                                         |                                                         |
| Нових рекорда није било.                                    |                                                         |                                                         |                                                         |                                                         |                                                         |

## Најбољи европски резултати у 1983. години
Десет најбољих европских такмичарки у бацању кугле у дворани 1983. године пре почетка првенства 5.марта 1983), имале су следећи пласман на европској и светској ранг листи. (СРЛ) 
| 1. | Анишоара Кушмир   | Румунија          | 6,94 СР | 19 фебруар  | 1. СРЛ  |
| 2. | Вали Јонеску      | Румунија          | 6,92    | 19. фебруар | 2. СРЛ  |
| 3. | Хајке Дауте       | Источна Немачка   | 6,88    | 1. фебруар  | 3. СРЛ  |
| 4. | Хелга Радке       | Источна Немачка   | 6,70    | 5. фебруар  | 4. СРЛ  |
| 5. | Кристин Шима      | { Источна Немачка | 6,69    | 1. фебруар  | 5. СРЛ  |
| 6. | Татјана Колпакова | Совјетски Савез   | 6,59    | 15. фебруар | 6. СРЛ  |
| 7. | Ева Кухтова       | Чехословачка      | 6,54    | 26. фебруар | 7. СРЛ  |
| 8. | Жужа Вањек        | Мађарска          | 6,53    | 1. фебруар  | 8. СРЛ  |
| 9. | Анке Ватер        | Источна Немачка   | 6,52    | 1. фебруар  | 10. СРЛ |
| 9. | Наталија Поздина  | Совјетски Савез   | 6,52    | 6. фебруар  | 10. СРЛ |

Такмичарке чија су имена подебљана учествовале су на ЕП.

## Освајачице медаља
|                          |                             |                             |
| Ева Муркова Чехословачка | Хелга Радке Источна Немачка | Хајке Дауте Источна Немачка |

## Резултати

### Финале
Одржано је само финално такмичење јер је укупно учествовало 9 атлетичарки.
| Пласман | Атлетичарка         | Земља           | ЛР      | ЛРС  | Резултат | Белешка |
| ------- | ------------------- | --------------- | ------- | ---- | -------- | ------- |
|         | Ева Муркова         | Чехословачка    | 6,51    | 6,51 | 6,77     |         |
|         | Хелга Радке         | Источна Немачка | 6,70    | 6,70 | 6,63     |         |
|         | Хајке Дауте         | Источна Немачка | 6,88    | 6,88 | 6,61     |         |
| 4.      | Ђина Ghioroaie      | Румунија        | 6,83 СР | 6,83 | 6,43     |         |
| 5.      | Анке Вајгт          | Западна Немачка | 6,52    | 6,52 | 6,33     |         |
| 6.      | Жужа Вањек          | Мађарска        | 6,53    | 6,53 | 6,39     |         |
| 7.      | Лудмила Јимрамовска | Чехословачка    |         |      | 6,31     |         |
| 8.      | Јасмин Фајге        | Западна Немачка |         |      | 6,30     |         |
| 9.      | Лота Холстрем       | Шведска         |         |      | 6,05     |         |

Подебљани лични рекорди су и национални рекорди земље коју атлетичарка представља

## Укупни биланс медаља у скоку удаљ за жене после 14. Европског првенства у дворани 1970—1983.
|     | Земља                |    |    |    |    |
| --- | -------------------- | -- | -- | -- | -- |
| 1.  | Западна Немачка      | 4  | 4  | 2  | 10 |
| 2.  | Чехословачка         | 3  | 3  | 1  | 7  |
| 3.  | Румунија             | 2  | 0  | 3  | 5  |
| 4.  | Источна Немачка      | 1  | 2  | 2  | 5  |
| 5   | Пољска               | 1  | 1  | 2  | 4  |
| 6.  | Совјетски Савез      | 1  | 1  | 1  | 3  |
| 6.  | Швајцарска           | 1  | 1  | 1  | 3  |
| 8.  | Бугарска             | 1  | 0  | 0  | 1  |
| 9.  | Мађарска             | 0  | 2  | 0  | 2  |
| 10. | Уједињено Краљевство | 0  | 0  | 1  | 1  |
| 10. | Шведска              | 0  | 0  | 1  | 1  |
|     | Укупно {10}          | 14 | 14 | 14 | 42 |

|    | Атлетичарка         | Земља           |   |   |   |   |
| -- | ------------------- | --------------- | - | - | - | - |
| 1. | Јармила Нигринова   | Чехословачка    | 2 | 3 | 1 | 6 |
| 2. | Мета Антенен        | Швајцарска      | 1 | 1 | 1 | 3 |
| 3. | Хајде Розендал      | Западна Немачка | 1 | 1 | 0 | 2 |
| 3. | Лидија Алфејева     | Совјетски Савез | 1 | 1 | 0 | 2 |
| 3. | Карин Хенел         | Западна Немачка | 1 | 1 | 0 | 2 |
| 6. | Виорика Вископољану | Румунија        | 1 | 0 | 1 | 2 |
| 6. | Сабине Евертс       | Западна Немачка | 1 | 0 | 1 | 2 |
| 8. | Илдико Ердељи       | Мађарска        | 0 | 2 | 0 | 2 |
| 9. | Мирослава Сарна     | Пољска          | 0 | 0 | 2 | 2 |